# Euro Winners Cup
Euro Winners Cup – coroczny turniej piłki nożnej plażowej organizowany przez Beach Soccer Worldwide, w którym udział biorą mistrzowie krajowych lig beach soccera. Odpowiednik trawiastej Ligi Mistrzów UEFA.
Pierwsza edycja turnieju odbyła się w 2013 roku. Rozgrywki w latach 2013-2016 rozgrywki odbywały się we Włoszech, a od 2017 w portugalskim Nazaré. Równocześnie z przeniesieniem turnieju do Portugalii wprowadzono kwalifikacje dla drużyn niemistrzowskich.

## Organizacja

### Kwalifikacja
Mistrzowie każdej z europejskich lig piłki nożnej plażowej (lub mistrzostw) kwalifikują się automatycznie do udziału w turnieju. Państwo-gospodarz może zgłosić dwa dodatkowe kluby – drużynę z siedzibą w mieście gospodarza imprezy oraz zdobywcę drugiego miejsca w krajowej lidze bądź mistrzostwach. Broniący zdobywcy tytułu również zdobywają kwalifikacje automatyczne wraz ze zdobywcami tytułu mistrza swojego kraju. Wicemistrzowie z pozostałych krajów mogą zostać zaakceptowani według uznania BSWW.
Kluby mogą również kwalifikować się w ramach rundy wstępnej wprowadzonej w 2017 roku – etapu kwalifikacyjnego, który jest otwarty dla wszystkich drużyn, które nie kwalifikują się automatycznie jako mistrzowie krajowej ligi, niezależnie od tego, na którym miejscu klub został sklasyfikowany w lidze bądź turnieju mistrzowskim. Zespoły z najlepszymi wynikami w kwalifikacjach awansują do turnieju głównego.

## Wyniki
| 2013 | San Benedetto, Włochy | 20 | Lokomotiw Moskwa          | 3:0         | Griffin Kijów             | Beşiktaş JK           | 3:1           | Grasshoppers Zürych |
| 2014 | Katania, Włochy       | 25 | Kristall Sankt Petersburg | 2:0         | Milano BS                 | SC Braga              | 4:1           | Sable Dancers Berno |
| 2015 | Katania, Włochy       | 28 | Kristall Sankt Petersburg | 6:2         | Catania BS                | Wybir Dniepropetrowsk | 2:2, p.d. 1:0 | Lokomotiw Moskwa    |
| 2016 | Katania, Włochy       | 32 | Viareggio Beach Soccer    | 6:6, k. 7:6 | Artur Music Kijów         | SC Braga              | 5:4           | Catania BS          |
| 2017 | Nazaré, Portugalia    | 54 | SC Braga                  | 8:5         | Artur Music Kijów         | Lokomotiw Moskwa      | 5:4           | Delta Saratow       |
| 2018 | Nazaré, Portugalia    | 58 | SC Braga                  | 3:3, k. 5:4 | Kristall Sankt Petersburg | KP Łódź               | 4:3           | Lokomotiw Moskwa    |
| 2019 | Nazaré, Portugalia    | 60 | SC Braga                  | 6:0         | KP Łódź                   | Levante UD            | 7:6           | Delta Saratow       |

## Tabele medalowe

### Klubowa
| Lp. | Drużyna                   | Miejsca na podium | Miejsca na podium | Miejsca na podium |   |   |
| --- | ------------------------- | ----------------- | ----------------- | ----------------- | - | - |
| Lp. | Drużyna                   | 1.                | SC Braga          | 3                 | 0 | 2 |
| 2.  | Kristall Sankt Petersburg | 2                 | 1                 | 0                 |   |   |
| 3.  | Lokomotiw Moskwa          | 1                 | 0                 | 2                 |   |   |
| 4.  | Viareggio Beach Soccer    | 1                 | 0                 | 0                 |   |   |
| 5.  | Artur Music Kijów         | 0                 | 2                 | 0                 |   |   |
| 6.  | KP Łódź                   | 0                 | 1                 | 1                 |   |   |
| 7.  | Catania BS                | 0                 | 1                 | 0                 |   |   |
| 7.  | Milano BS                 | 0                 | 1                 | 0                 |   |   |
| 7.  | Griffin Kijów             | 0                 | 1                 | 0                 |   |   |
| 10. | Wybir Dniepropetrowsk     | 0                 | 0                 | 1                 |   |   |
| 10. | Beşiktaş JK               | 0                 | 0                 | 1                 |   |   |
| 10. | Levante UD                | 0                 | 0                 | 1                 |   |   |

### Państwowa
| Lp. | Drużyna    | Miejsca na podium | Miejsca na podium | Miejsca na podium |   |   |
| --- | ---------- | ----------------- | ----------------- | ----------------- | - | - |
| Lp. | Drużyna    | 1.                | Rosja             | 3                 | 1 | 1 |
| 2.  | Portugalia | 3                 | 0                 | 2                 |   |   |
| 3.  | Włochy     | 1                 | 2                 | 0                 |   |   |
| 4.  | Ukraina    | 0                 | 3                 | 1                 |   |   |
| 5.  | Polska     | 0                 | 1                 | 1                 |   |   |
| 6.  | Hiszpania  | 0                 | 0                 | 1                 |   |   |
| 6.  | Turcja     | 0                 | 0                 | 1                 |   |   |

## Polskie drużyny
| Rok  | Grembach Łódź | Hemako Sztutowo | KP Łódź      | Boca Gdańsk  |
| ---- | ------------- | --------------- | ------------ | ------------ |
| 2013 | 6. miejsce    | –               | –            | –            |
| 2014 | 1/8 finału    | –               | –            | –            |
| 2015 | –             | faza grupowa    | 8. miejsce   | –            |
| 2016 | 1/8 finału    | 1/8 finału      | –            | –            |
| 2017 | 13. miejsce   | –               | faza grupowa | –            |
| 2018 | –             | –               | 3. miejsce   | faza grupowa |
| 2019 | –             | –               | 2. miejsce   | 1/16 finału  |
| 2020 | –             | –               | –            | –            |
| 2021 | –             | –               | –            | –            |

- W 2017 roku udział w Euro Winners Cup wzięła drużyna Silesia Beach Soccer jako Mistrz Anglii 2016. W składzie drużyny znajdowali się wyłącznie Polacy[4]. Turniej zakończyła na trzecim miejscu w grupie.
- W 2019 roku udział w Euro Winners Cup wziął Polak Bartłomiej Stolarz występując w czeskiej drużynie SK Bosnia Online EU Teplice[5]. Turniej zakończył na 1/16 finału.